# Polea de cigüeñal

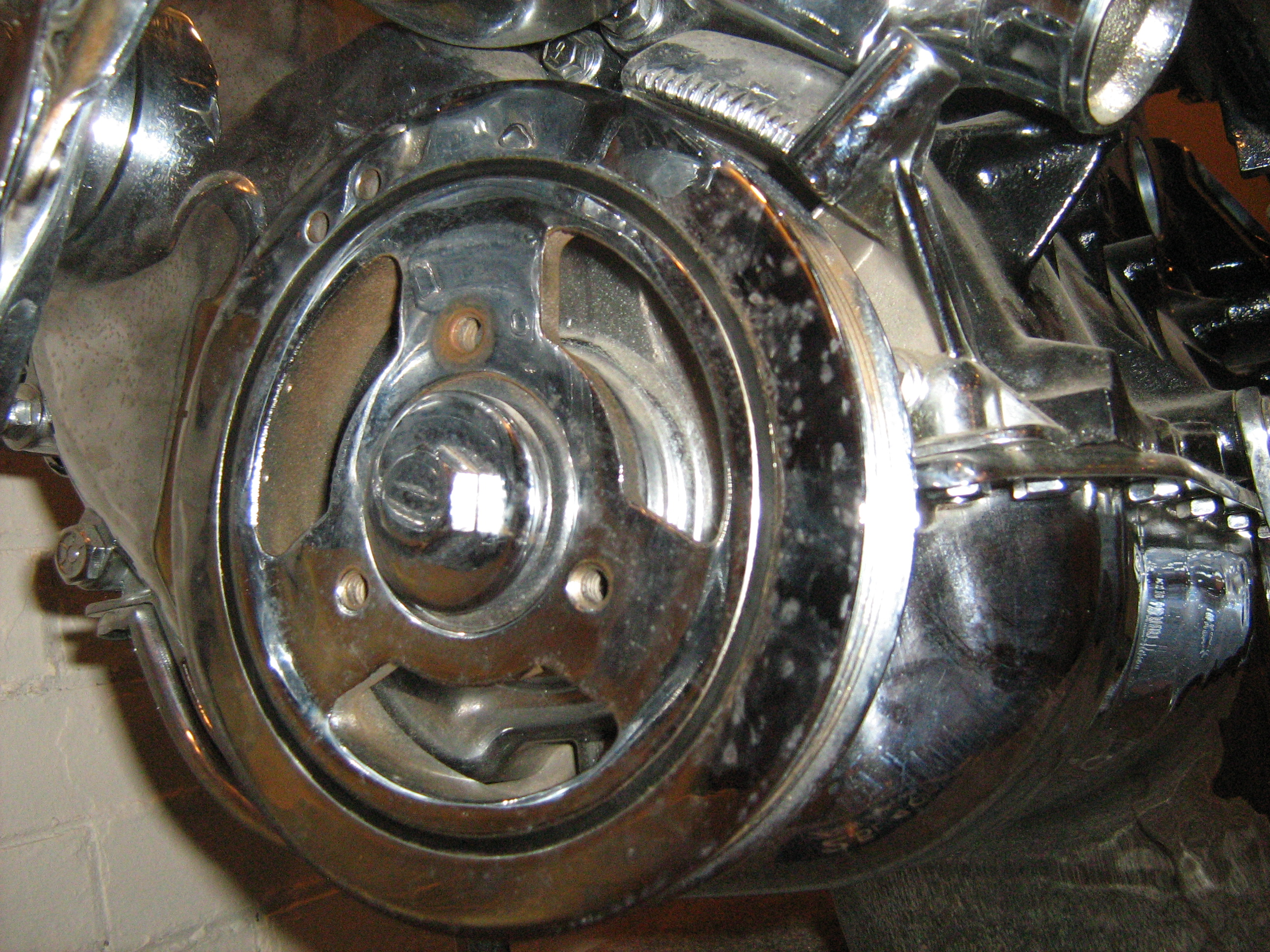
Polea inferior del balanceador armónico en un motor de cuatro cilindros

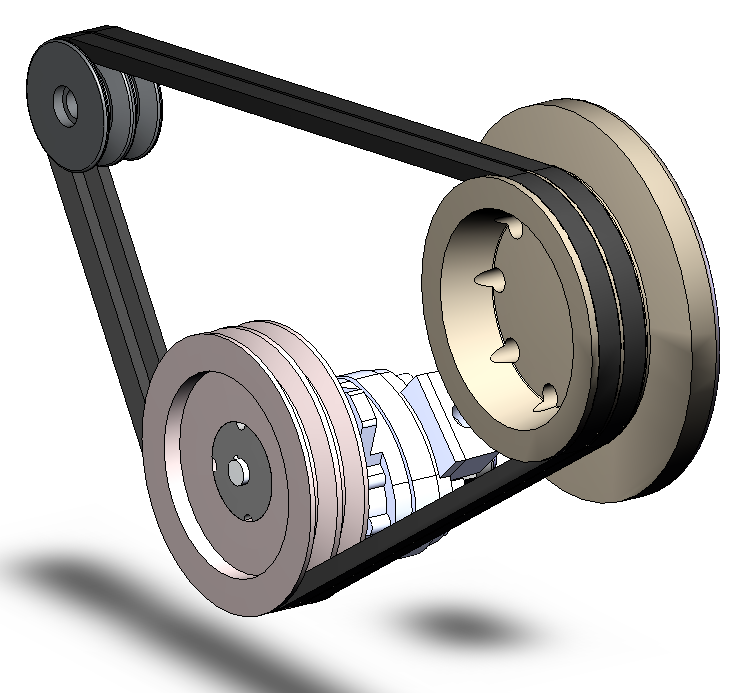
Polea con arrastre de dos mecanismos por correa trapezoidal desde el cigüeñal.

La polea de cigüeñal o polea amortiguador mal llamada polea dámper, o simplemente dámper, es un elemento mecánico del motor de combustión interna, cuya función es básicamente la de absorber las vibraciones generadas en el giro de el cigüeñal, además se aprovecha 
su movimiento rotativo para mover las poleas auxiliares tales como el  alternador del motor, bomba de agua, bomba de servodirección, compresor de aire acondicionado, a través de una correa trapezoidal o multipista.
En muchos casos, sobre todo en los motores de alto desempeño, se reemplaza por una polea sólida (no contiene el hule entre la polea y la pista de la banda) ya que por el alto torque que se tiene en dichos motores, no soportaría el hule la tensión generada al giro.

## Función
Su función es simple: instalada en extremo del cigüeñal, absorbe (verticalmente) el choque de las aceleraciones brutales y la tensión de la correa de distribución.
La resonancia de los coches diésel ha aumentando de generación en generación (por ejemplo los diésel hdi, dti y tdi), las tensiones del motor obligan a la polea de cigüeñal a amortiguar dichas variaciones de tensión. Las resonancias del motor se presentan más en motores grandes de camión o grandes todo terreno, y pueden ser la causa de avería de esta polea.
Normalmente, la polea es metálica a un lado y de caucho (de amortiguación) del otro lado. Ya que el lado amortiguador – el caucho que se usa – está dentro (fijo contra el cigüeñal), las fracturas son difícilmente detectables al ojo. Normalmente se detecta el fallo de la polea del cigüeñal por vibraciones al ralentí.
La polea de cigüeñal debe representar las características mínimas siguientes:
- Debe poder amortiguar los choques.
- Debe estar equilibrada.
- Debe tener el mismo peso que la polea de origen.

## Construcción
La polea está compuesta de hecho por 3 partes. Una parte central, fijada al motor y entrenada por este último. Alrededor, encontramos una parte de caucho. Alrededor de esta parte de caucho, encontramos la correa que se compone de las gargantas necesarias para el engranaje de la correa O CADENILLA

## ¿Cuándo es utilizada por el motor?[1]
Sirve cuando el coche está equipado con compresor de aire acondicionado, es la correa del alternador y auxiliares, que arrastra al compresor de la climatización. Cuando este último se acopla para hacer circular el refrigerante, da un golpe al motor. Para evitar todos los problemas causados por un golpe seco sobre el cigüeñal (salto de dientes sobre la distribución, modificación violenta del comportamiento motor…), la polea cigüeñal atenúa este golpe lo que hace el enganche del compresor de la climatización más suave.